# 高尾雪
高尾雪（日语：タカオ ユキ，1990年6月30日—），日本女性前配音員、創作歌手。A-Sketch所屬。音樂團體mimimemeMIMI成員，負責主唱、作詞、作曲。創作歌手活動別名。
出身於兵庫縣。身高157cm。O型血。

## 經歷
幼稚園的時候看了《美少女戰士》開始對動畫抱持著興趣，小學1年級收看高山南配音主演作《名偵探柯南》與《忍者亂太郎》才對聲優產生興趣。
國中時期第一次自學歌曲的作詞和作曲，然後從國中3年級到高中2年級參加上百次新人聲優徵選但都落選。因此，她是經過配音培訓班受訓和自主舉辦現場活動後，才加入出道時期所屬的經紀公司。
2013年，以電視動畫《小鎮有你》出道，實現了她從小想當聲優的心願。一方面在幫這部動畫的第二女主角神咲七海配音時，由於設定是講廣島腔，因此是在拼命練習之後才學會這種語調的。
2017年2月，高尾與茜屋日海夏（i☆Ris）組成雙人聲優組合「POLKA DOTS」。7月18日，宣布停止演藝活動同時引退。
2019年，參加跟她有交情的丸山有香所自主製作企劃的和進行樂曲提供。次年2020年以名義為逢田梨香子的第一張專輯《Curtain raise》提供作詞作曲。

## 人物
4歲開始學習鋼琴，之後聽了松田聖子歌曲「想見你」對流行音樂產生興趣。9歲時與家人移居到美國南部之後，在學校苦學英語有一段時間，直到在電視上收看動畫《飛天小女警》對英語熟悉和有了學英語興趣。然後在13歲加入社團輕音樂社開始同時對搖滾樂產生興趣。
喜歡的電影是《神隱少女》。

## 繼任
在高尾引退之後，配音員接任作品如下：
| 繼任   | 角色名 | 概要作品       | 繼任初次擔當作品 |
| ------ | ------ | -------------- | ---------------- |
| 小林都 | 小倉愛 | 『女友伴身邊』 | 2020年7月以降    |

## 演出作品
※粗體字表示說明飾演的主要角色。

### 電視動畫
2013年
- 小鎮有你（神七海[8]）
- 夜櫻四重奏 ～花之歌～（瑞樹[3]）

2014年
- 地球隊長（中森直子）
- 極黑的布倫希爾德（志乃）
- 流浪神差（實喩[3]）
- HAMATORA -超能偵探社-（梓）
- 劍靈（安如香[9]）

2015年
- 山田君與7人魔女（猿島瑪利亞[10]、彩、女學生）
- 流浪神差 ARAGOTO（嶺巴[3]）

2017年
- AKIBA'S TRIP -THE ANIMATION-（小櫻）

### OVA
2014年
- 山田君與7人魔女 第1卷 另一個朱雀祭溫泉合宿!? 全員集合！（猿島瑪利亞[10]）[注 1]

### 遊戲
2014年
- 女友伴身邊（小倉愛[3]）
- 小鎮有你（神七海[11]）
- 世界☆制服 ～COSUTUME FES.～（“CODENAME:UX”[12]）

2015年
- Maiden Craft（維若妮卡·艾森斯坦）

2016年
- 高校之神（小森蘑菇[13]）

2017年
- 啦啦魔法（奧村映[14]）

### 廣播劇CD
- 白魔女學園 覺醒（日语：白魔女学園）（仙道由紀）
- 電視動畫 小鎮有你 廣播劇CD 季前故事 ～決意～（神咲七海）

### 舞台
- GAIA_crew第10回紀念正式公演 LinKAge～凛國異聞（2015年4月22日－26日，池袋綠色劇場 BIG TREE THEATER（日语：シアターグリーン））

### 廣播節目
- 劍靈 ～沉默的阿爾卡的說話電台～（2014年4月9日－7月2日，超！A&G+）[15]
- 「山田君與7人魔女」廣播劇『聽眾君與2人魔女』（2015年3月27日－7月3日，animateTV（日语：アニメイトタイムズ））

### 常駐演出
- （2014年4月－2017年5月，AmebaFRESH！、niconico直播）

### 其它
2014年
- 影片漫畫《我的初戀情人 (電影)》（垣野內逞〈幼少時期〉）
- 真人電影《白魔女学園（日语：白魔女学園）》（旁白）
- 真人電影《思春期遊戲（日语：思春期ごっこ）》（三宅翔子）

2016年
- PRIUS！IMPOSSIBLE GIRLS（04 ICONIC human-tech[16]）

## 音樂作品
mimimemeMIMI的歌曲請參照「mimimemeMIMI」。

### 角色歌曲
| 8月14日 | SENTIMENTAL LOVE                   | 枝葉柚希（中島愛）、御島明日香（佐倉綾音）、神七海（高尾雪） | 「」 | 電視動畫《小鎮有你》相關歌曲 |
| 9月18日 | 小鎮有你 角色歌曲專輯 Answer Songs | 神七海（高尾雪）                                             | 「」 | 電視動畫《小鎮有你》相關歌曲 |

## 腳註

## 外部連結
- 高尾雪的官方網站 （页面存档备份，存于） （日語）
- 高尾雪的官方個人部落格 （页面存档备份，存于） （日語）
- 高尾雪的X（前Twitter） （日語）